# Klasztor świętego Joachima i świętej Anny w Valladolid
Klasztor świętego Joachima i świętej Anny (hiszp. Real Monasterio de San Joaquín y Santa Ana) – królewski klasztor cysterek w Valladolid, pod wezwaniem św. Joachima i świętej Anny, rodziców Matki Bożej.
Prymitywny klasztor został założony w 1596 dla wspólnoty zakonnic cysterek (hiszp. Bernardas Recoletas), wybudowano go pod kierunkiem architekta Francisca de Praves. W 1777, kiedy budynek był już bardzo zniszczony i groził zawaleniem, wspólnota zwróciła się do króla Karola III, prosząc o wsparcie i odbudowę. Nowy budynek w stylu neoklasycznym zastąpił średniowieczną świątynię. Powstał w latach 1780–1787 według projektu architekta Francesca Sabatiniego, budowniczym był Francisco Balzanía. Sabatini polecił cysterkom, aby zwróciły się do króla z prośbą o obrazy do nowego kościoła, zasugerował im także nazwiska dwóch królewskich malarzy: Francisca Goi i Ramóna Bayeu. Król przyjął petycję zakonnic i zlecił malarzom wykonanie w sumie sześciu płócień, które powstały w 1787. Ikonografia oczekiwana przez cysterki dotyczyła przede wszystkim świętych związanych z ich zakonem. Goya jest autorem obrazów: Święta Lutgarda, Śmierć św. Józefa i Święty Bernard z Clairvaux, a Bayeu: Święta Scholastyka, Niepokalana ze świętym Franciszkiem i świętym Antonim i Święty Benedykt.
W klasztorze mieści się muzeum sztuki sakralnej, zawierające cenne dzieła hiszpańskiej rzeźby barokowej (Gregorio Fernández, Pedro de Mena). 

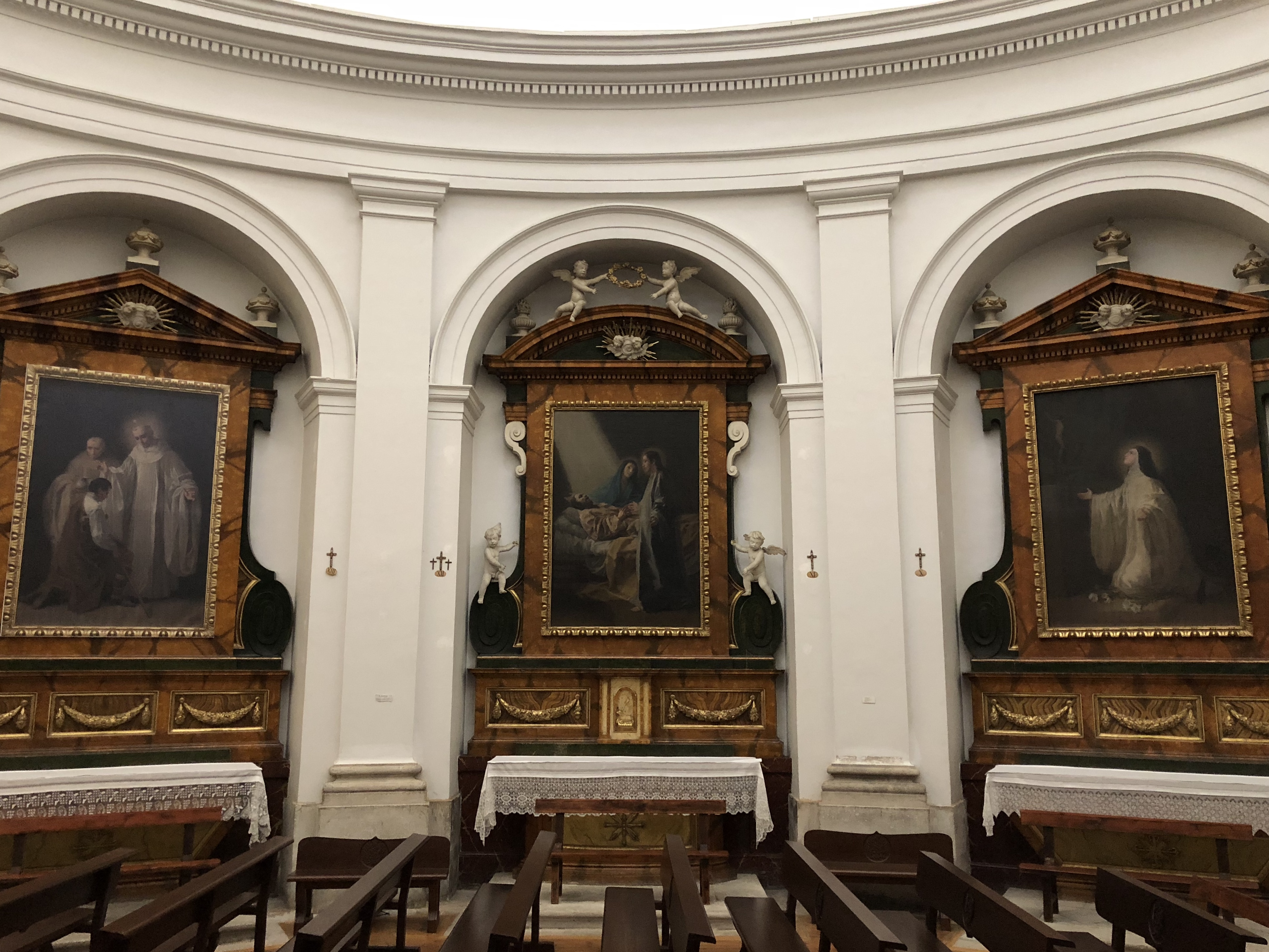
Boczne ołtarze klasztornego kościoła z płótnami: Święty Bernard z Clairvaux, Śmierć świętego Józefa i Święta Ludgarda pędzla Goi